# Praravinia parviflora
Praravinia parviflora är en måreväxtart som beskrevs av Cornelis Eliza Bertus Bremekamp. Praravinia parviflora ingår i släktet Praravinia och familjen måreväxter. Inga underarter finns listade i Catalogue of Life.